# Hampus Gustafsson (fotbollsspelare)
Fredrik Hampus Eric Gustafsson , född 20 juni 2001 är en svensk fotbollsmålvakt som spelar för Örgryte IS.

## Karriär
Hampus Gustafssons moderklubb är Sävsjö FF. I 15-årsåldern gjorde han flytten till IFK Värnamo, där han som 16-åring fick sitta på bänken i Superettan.
Det dröjde dock till att Gustafsson var 20 år gammal innan han blev involverad i A-laget på riktigt. Sommaren 2021 lånades han ut till division 3-klubben Ljungby IF för att få speltid. 17 matcher i femtedivisionen följdes sedan av en debut i Superettan i 1-2-förlusten mot Norrby IF den 27 november 2021, när IFK Värnamo redan säkrat sitt första historiska avancemang till Allsvenskan.
Efter att ha skrivit på ett nytt tvåårskontrakt inledde Hampus Gustafsson den allsvenska säsongen 2022 hos IFK Värnamo men lånades på sommaren ut till Åtvidabergs FF i Ettan Södra.  Precis som föregående år följdes speltid längre ner i seriesystemet av att han fick chansen hos IFK Värnamo i den avslutande omgången. I 1-4-förlusten mot IFK Göteborg den 6 november 2022 fick Gustafsson nämligen göra sin allsvenska debut.
I februari 2023 skrev Gustafsson på ett nytt tvåårskontrakt med IFK Värnamo. I samband med förlängningen lånades han ut på nytt, denna gång till Norrby IF i Ettan Södra. I februari 2024 värvades Gustafsson av Örgryte IS, där han skrev på ett treårskontrakt.

## Statistik
| Klubb                | Säsong             | Liga                          | Liga    | Liga | Nationell cup | Nationell cup | Totalt  | Totalt |
| Klubb                | Säsong             | Division                      | Matcher | Mål  | Matcher       | Mål           | Matcher | Mål    |
| -------------------- | ------------------ | ----------------------------- | ------- | ---- | ------------- | ------------- | ------- | ------ |
| IFK Värnamo          | 2021               | Superettan                    | 1       | 0    | 0             | 0             | 1       | 0      |
| IFK Värnamo          | 2022               | Allsvenskan                   | 1       | 0    | 0             | 0             | 1       | 0      |
| IFK Värnamo          | 2023               | Allsvenskan                   | 0       | 0    | 0             | 0             | 0       | 0      |
| IFK Värnamo          | Totalt             | Totalt                        | 2       | 0    | 0             | 0             | 2       | 0      |
| Ljungby IF (lån)     | 2021               | Division 3 Sydvästra Götaland | 17      | 1    | 0             | 0             | 17      | 1      |
| Åtvidabergs FF (lån) | 2022               | Ettan Södra                   | 8       | 0    | 0             | 0             | 8       | 0      |
| Norrby IF (lån)      | 2023               | Ettan Södra                   | 15      | 0    | 0             | 0             | 15      | 0      |
| Örgryte IS           | 2024               | Superettan                    | 30      | 0    | 0             | 0             | 30      | 0      |
| Totalt i karriären   | Totalt i karriären | Totalt i karriären            | 72      | 1    | 0             | 0             | 72      | 1      |

## Meriter

### IFK Värnamo
- Superettan (1): 2021